# 臺北市立仁愛國民中學
臺北市立仁愛國民中學（英語：Taipei Municipal RenAi Junior High School），簡稱仁愛國中，是位於台北市大安區的一所公立國民中學。

## 學校歷史
該校之前為台北市立仁愛初級中學，由當時任職台北市教育局督學之賴晚鐘先生於民國52年（1963年）3月，奉命籌備成立，校舍暫借敦化北路市立體育場內，旋被任命為首任校長，翌年遷往仁愛路現址。當時東區尚未被開發，建校舍於綠野疇中，時常有聞鳥鳴蟲唧，亦有蛇和鼠逡巡，頗具鄉野景象，後經由師生一起合作，艱苦經營，漸進入好景。民國57年（1968年）年改為國民中學，同年開辦閉路電視教學，聲寶公司捐贈電視機七十多台，自製教材，早晚實施各科電視教學，學生學習意願大增，因此教學成績很好。當時1外交、2教育2部指定為外國元首及僑胞來台時，訪問參觀該學校，一時聲名遠播，校譽日隆，班級也增至一百一十班。此時市區移東，商業蓬勃發展，建築商次用仁愛學區為廣告，作促銷號召，越區就讀學生，超過半數，學生戶籍遷移，在兩三年前即已辦妥，市議員與遠見雜誌均作過調查，鄰近小學均以本校為第一志願，而從南部上北部就讀國中和國小，後來亦有家長慕名而來仁愛。

## 校徽
- 「國中」採「對稱」的設計形式，象徵以「中庸」之道為出發的教育理念。
- 圓弧形綠色飽滿的麥穗：麥穗代表「成長與茁壯」，綠色代表豐收富足的教育成果，圓弧形在「造形結構」上則有圓融慈愛、和平，即「仁愛」的意涵。
- 整體意義—在仁愛國中的教育環境下培育的幼苗擁有慈愛之心、株株成長茁壯、個個成功的教育信念。[2]

## 歷任校長
| 任別 | 姓名   | 任職時間                                          |
| ---- | ------ | ------------------------------------------------- |
| 1    | 賴晚鐘 | 民國51年（1962年）                                |
| 2    | 藍自傑 | 民國64年（1975年）                                |
| 3    | 秦汝炎 | 民國69年（1980年）                                |
| 4    | 林金練 | 民國77年（1988年）                                |
| 5    | 蔡添順 | 民國83年（1994年）                                |
| 6    | 葉見登 | 民國84年（1995年）                                |
| 7    | 何碧燕 | 民國91年（2002年）                                |
| 8    | 余國珍 | 民國95年（2006年）                                |
| 9    | 林美娟 | 民國101年（2012年）至107年（2018年）1月31日       |
| 代理 | 莊豐兆 | 民國107年（2018年）2月1日至107年（2018年）7月31日 |
| 10   | 曾文龍 | 民國107年（2018年）8月1日至111年（2022年）7月31日 |
| 11   | 周婉玲 | 民國111年（2022年）8月1日                         |